# Eskebornite
L'eskébornite est une espèce minérale, séléniure de cuivre et de fer de formule CuFeSe2,. Elle cristallise dans le système tétragonal et a une couleur bronze. On trouve parfois l'eskébornite sous forme de cristaux tabulaires épais, mais le plus souvent elle forme des intercroissances avec d'autres séléniures. Elle fait partie du groupe de la chalcopyrite et forme une série avec la chalcopyrite.

## Occurrence
L'eskébornite fut identifiée pour la première fois en 1949 par Paul Ramdohr dans la galerie d'Eskaborn, Tilkerode (Abberode), Harz, Saxe-Anhalt en Allemagne, dont elle tire son nom. On la trouve souvent avec d'autres séléniures, dont la clausthalite, la tiemannite, la berzélianite, la naumannite, l'umangite, la geffroyite et la chaméanite, mais également avec d'autres minéraux tels que la chalcopyrite, l'uraninite, l'ankérite et la dolomite.